# Верховецька сільська рада
Верховецька сільська рада — орган місцевого самоврядування у Самбірському районі Львівської області. Адміністративний центр — село Верхівці.

## Загальні відомості
Верховецька сільська рада утворена в 1944 році. Територією ради протікає річка Болозівка.

## Населені пункти
Сільській раді підпорядковані населені пункти:
- с. Верхівці
- с. Рогізно

## Склад ради
Рада складається з 18 депутатів та голови.

### Керівний склад ради
| ПІБ                    | Основні відомості                                                                                   | Дата обрання | Дата звільнення |
| ---------------------- | --------------------------------------------------------------------------------------------------- | ------------ | --------------- |
| Сало Оксана Прокопівна | Сільський голова, 1962 року народження, освіта середня спеціальна, член Української Народної Партії | 26.03.2006   | 31.10.2010      |
| Сало Оксана Прокопівна | Сільський голова, 1962 року народження, освіта середня спеціальна, член Української Народної Партії | 31.10.2010   |                 |

Примітка: таблиця складена за даними джерела